# Loobeek (beek)
De Loobeek is een beek in Limburg en oorspronkelijk een zijrivier van de Maas.
De Loobeek ontspringt in de Peel. Nadat eind 19e en begin 20e eeuw het oorspronkelijke brongebied was verveend en dus als zodanig verdwenen was, kreeg de beek een functie ter ontwatering van landbouwgebieden. Hierdoor werd het debiet van het beekje zeer onregelmatig.
Tegenwoordig ontspringt de beek ten noorden van Ysselsteyn en loopt dan in noordoostelijke richting, aanvankelijk door een grootschalige landbouwontginning.
Ten zuiden van Merselo wordt het landschap kleinschaliger. Hier ligt het natuurgebied Loobeekdal met aldaar de Weverslose Schans. Hier ook volgt de beek een iets natuurlijker loop. Ten noorden van Merselo ligt echter een gebied waar in de jaren 60 en 70 van de 20e eeuw ruilherverkavelingen hebben plaatsgevonden, waarbij de beek verregaand werd gekanaliseerd en ook het landschap in het beekdal zeer grootschalig werd. Uiteindelijk vloeit de Loobeek, tussen Venray en Smakt, samen met het Afleidingskanaal, om door het oorspronkelijke beekdal, maar nu met de naam Afleidingskanaal, de weg naar de Maas te vervolgen. Op dit punt wordt ook het effluent van de rioolwaterzuiveringsinstallatie van Venray opgenomen.

## Bloedbeek
Toen tijdens de laatste fase van de Tweede Wereldoorlog de geallieerden oprukten om, na de Slag om Overloon, vanuit Overloon naar Venray door te stoten moesten zij met tanks de Loobeek oversteken, die op dat moment was aangezwollen tot een breedte van 6 meter. De Duitsers hadden mijnen in de rivier gelegd. De oversteek vond plaats op 16 oktober 1944 en ging gepaard met grote verliezen, waarop de Loobeek wel bloedbeek werd genoemd.